# Цихорский, Викентий Фабианович
Викентий Фабианович Цихорский (пол. Wincenty Cichorski; 1793—1856) — российский сенатор; тайный советник.

## Биография
Викентий Цихорский родился в 1793 году; происходил из дворян Царства Польского герба Правосьц.
В 1807 году В. Ф. Цихорский начал службу в Хелмском земском суде, в Бромбергском департаменте; затем занимал различные незначительные должности в мировом суде Холмского повета (уезда), а по введении, 19 марта 1816 года, прусского судопроизводства — в Холмском земском гродском суде. 16 августа 1818 года он вышел в отставку.
После отставки Викентий Фабианович Цихорский переселился в Царство Польское, где 2 октября 1818 года получил место экспедитора Правительственной Комиссии Юстиции, и вскоре стал секретарём гражданского трибунала Плоцкого воеводства, а после сдачи установленного для судебных чиновников экзамена 2-го разряда, с 6 сентября 1820 года, был назначен асессором ипотечной комиссии Мазовецкого, Калишского и Плоцкого воеводств. 8 июля 1821 года Цихорский был назначен асессором гражданского трибунала в городе Калише, а после сдачи нового экзамена 3-го разряда, был утвержден судьей гражданского трибунала Подлясского воеводства (25 января 1827 года).  
Польское восстание 1830—1831 гг. прервало на время служебную деятельность Цихорского и он воспользовался этим временем для восстановления своего расстроенного здоровья, проживая в Седлеце, но уже в июне 1831 года, после подавления восстания, снова приступил к исполнению своих обязанностей. 
9 февраля 1832 года он был перемещен судьей в гражданский трибунал Мазовецкого воеводства, а в 1833 году, кроме прямых своих обязанностей исправлял должность и вице-председателя Мазовецкого коммерческого суда. 
Проявленное им в течение свыше двадцатипятилетней службы знание судебного дела и быта Царства Польского побудили правительство назначить (12 сентября 1833 года) Викентия Фабиановича Цихорского членом учрежденной в Санкт-Петербурге «приуготовительной комиссии» для составления законов Царства Польского. По окончании трудов этой комиссии, 9 февраля 1838 года, Высочайше повелено было выдать Цихорскому в награду пятнадцать тысяч рублей и определить к должности судьи высшей палаты с самым высшим окладом, месту сему присвоенным. 

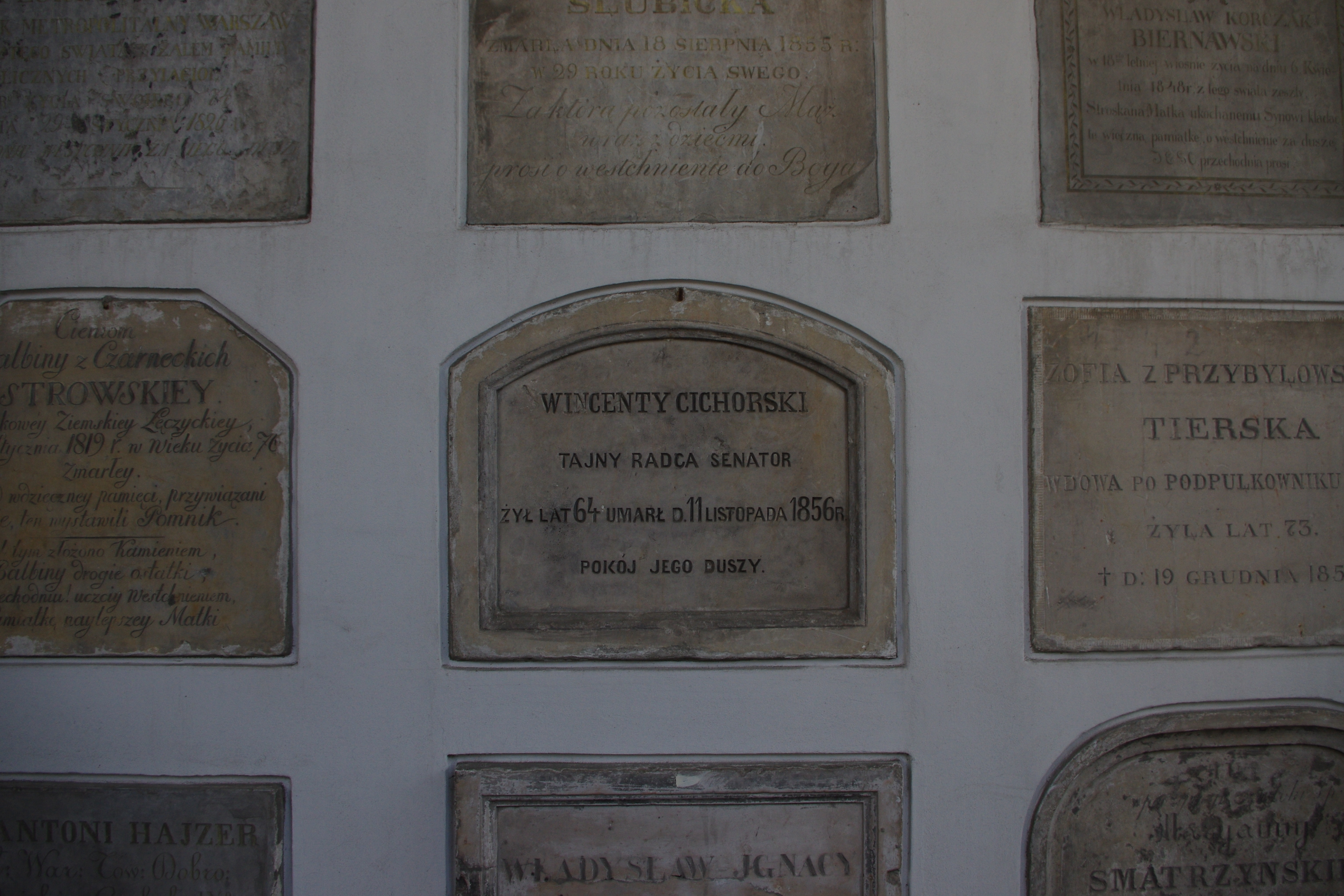
Могила В. Ф. Цихорского

6 сентября 1841 года, при учреждении Варшавских департаментов Правительствующего Сената, Цихорский В. Ф. был произведён в действительные статские советники, с назначением присутствовать в Сенате, сначала без звания сенатора, а 7 июня 1855 года получил чин тайного советника и утвержден сенатором. 3 января 1856 года ему было повелено присутствовать во 2-м отделении 9-го департамента Сената.
Викентий Фабианович Цихорский умер 30 октября 1856 года и был погребён на кладбище Старые Повонзки.
Служба В. Ф. Цихорского была отмечена орденами: Святой Анны 2-й степени с Императорской короной (1845), Святого Владимира 3-й степени (1851) и Святого Станислава 1-й степени (1855), а также знаком отличия беспорочной службы за XX лет (1830).
Был женат на Эмилии Запольской; их сын Владислав Роман Цихорский, по прозвищу «Замечек» (польск. Władysław Roman Cichorski; 1822—1876) — стал активным участником Польского восстания 1863 года.